# Antirhea strigosa
Antirhea strigosa är en måreväxtart som beskrevs av Pieter Willem Korthals. Antirhea strigosa ingår i släktet Antirhea och familjen måreväxter.
Artens utbredningsområde är Sumatera. Inga underarter finns listade i Catalogue of Life.